# Дева Мария на Броеницата (Велико Търново)
„Блажена Дева Мария на Броеницата“ е християнска църква във Велико Търново, България, част от Никополската епархия на Римокатолическата църква. Църквата е енорийски храм.

## История на енорията
Сведения за католически храм в квартала на чужденците на старата българска столица има от XIV в. През XV в. за нуждите на дубровнишките търговци, развиващи оживена икономическа дейност в района, е построена църквата „Блажена Дева Мария отнесена в небето“, станала през XVII в. собственост на арменската общност в града. През XIX в. тя е изоставена и рухва.
Католическата енория в Търново е основана през 1891 г. Тя е поверена е на отците-пасионисти. От 1891 г. в Търново съществува италианско католическо училище „Света Богородица“. То се именува италианско, защото учител е пасионистът Яцинт Ашути, италианец по народност, каквито са и повечето от неговите ученици. Когато през 1895 г. енорийски свещеник става Станислав Петров, училището вече се нарича само енорийско.
Отец Станислав Петров е отново енорийски свещеник през 20-те години на XX в. От 1931 г. до 1952 г. енорията е oтец Карл Раев (1881-1967). Запазени са писма на апостолическия делегат в България монсиньор Анджело Джузепе Ронкали, свидетелстващи за посещенията му във Велико Търново и светите литургии, отслужени от него в енорийската църква и неговата мисия в търсене на приемливо решение в диспута между епископ Дамян Теелен и отец Раев.
След период на временно преустановяване на литургичния живот през 50-60-те години на XX в., църквата отваря отново врати през 70-те години, благодарение на усилията на отец Кирил Яков, пасионист, и по-късно – на неговия събрат отец Йосиф Йонков. Във Велико Търново е роден и погребан отец Филип Романов (1931-1992).
Нов живот за енорията започва през 90-те години на XX в., когато енорията поемат последователно италианските пасионисти отец Ремо Гамбакорта и отец Винченцо Спагоне. От 2000 до 2009 г. енорийски свещеник е отец Валтер Горра, също пасионист, а от 2009 г. – отец Страхил Каваленов.
През 2010 и 2011 г. католическата общност във Велико Търново бе посетена от Апостолическия нунций монсиньор Януш Болонек.
Eнорията включва католиците от Велико Търново, Горна Оряховица, Лясковец, Елена и редица села в района.

## Енористи
- отец Винченцо Спагоне (1997-2000)
- отец Ремо Гамбакорта (2000-2004)
- отец Валтер Горра (2004-2009)
- отец Страхил Каваленов (2009-днес)

## История на храма
Действащата днес църква е построена през 1890 г. от чешки предприемачи и работници, дошли от Австро-Унгария, за да поставят началото на модерната индустрия във Велико Търново.
През 1913 г. е разрушена от опустошително земетресение в Търновско, след което е възстановена в по-скромни размери.
Храмов празник – 7 октомври.